# Mechthild Flury-Lemberg
Mechthild Flury-Lemberg oder Mechthild Lemberg (* 21. Februar 1929 in Hamburg) ist eine Schweizer Textilrestauratorin.

## Leben
Nach einem Studium der Textilgestaltung in Hamburg sowie der Kunstgeschichte in Kiel und München begann sie eine Dissertation. Anschließend wirkte sie als Textilrestauratorin am Bayerischen Nationalmuseum und dem Historischen Museum Bern. Seit 1957 lebt sie in der Schweiz.
1963 wechselte sie an die Abegg-Stiftung in Riggisberg, um dort eine Fachabteilung für Textilkonservierung aufzubauen. Während ihres 30-jährigen Wirkens in Riggisberg führte sie die Textilrestaurierung zu Weltruf. Sie beendete 1994 ihre Tätigkeit als Leiterin der Textilabteilung und ging in den Ruhestand.
In den Jahren 2001/02 führte sie Konservierungsarbeiten am Turiner Grabtuch durch, bei denen sie mittelalterliche Flicken entfernte und die Reliquie hinsichtlich ihres Alters begutachtete. Als anerkannte Spezialistin führte sie u. a. Sicherungsarbeiten an historischem Textilgut von Franz von Assisi, Antonius von Padua, Sigismondo Malatesta und König Rudolf von Böhmen durch.
Flury-Lemberg ist Autorin mehrerer Fachpublikationen zur Textilkonservierung. Sie lebt in Bern.

## Ehrungen
- Bundesverdienstkreuz am Bande (20. August 1987)[1]
- Ehrendoktor der Philosophisch-Historischen Fakultät der Universität Bern (1989), für ihre Arbeiten auf dem Gebiet der Textilforschung
- Ehrenbürgerschaft der Stadt Zittau (2004), für ihre Arbeit zur Rettung des Großen Zittauer Fastentuches

## Veröffentlichungen (Auswahl)
- Les soieries bouyides de la Fondation Abegg à Bernel / The Buyid Silks of the Abegg Foundation Berne. In: Bulletin de liaison du Centre International d’Etudes des Textiles Anciens (CIETA). Band 37, 1973, S. 11–54.
- More about the Persian Silks in the Abegg-Stiftung, Supplementary Examinations and Discussion of Dorothy Shepherd’s Paper / Les soieries persanes de la Fondation Abegg, analyses supplémentaires et discussion de l’article de Dorothy Shepherd. In: Bulletin de liaison du Centre International d’Etudes des Textiles Anciens (CIETA). Band 43/44, 1976, S. 7–40.
- Textile Conservation and Research. A Documentation of the Textile Department on the Occasion of the Twentieth Anniversary of the Abegg Foundation. Abegg-Stiftung, Riggisberg 1988, ISBN 3-905014-02-5.
- Sindone 2002 : l’intervento conservativo – preservation – Konservierung. ODPF, Turin 2003, ISBN 978-8888441085 (italienischer, englischer und deutscher Paralleltext).
- Fünf Jahrzehnte Testilkonservierung. Erinnerungen an die Anfänge. Abegg-Stiftung, Riggisberg 2009, ISBN 978-3-905014-41-9.